# N.Flying
N.Flying (엔플라잉), est un boys band sud-coréen de K-pop formé en 2013. Il est composé de cinq membres. Le groupe a principalement produit des morceaux de rap rock.

## Formation
Le premier bassiste du groupe était Kwon Kwang-jin, qui faisait partie du groupe CN Blue. Il a quitté N.Flying le 26 décembre 2018 et a été remplacé par Seo Dong-sung le 1er janvier 2020.

## Membres
Actuels
- Lee Seung-hyub (이승협) – leader, guitariste, pianiste
- Cha Hun (차훈) – guitariste principal, choriste
- Kim Jae-hyun (김재현) – batteur
- Yoo Hwe-seung (유회승) – chanteur principal
- Seo Dong-sung (서동성) – bassiste, choriste

Anciens
- Kwon Kwang-jin (권광진) – bassiste

## Discographie

### Albums studios
| Titre           | Détails                                                                                         | Meilleure position | Meilleure position | Ventes                            |
| Titre           | Détails                                                                                         | KOR                | JAP                | Ventes                            |
| --------------- | ----------------------------------------------------------------------------------------------- | ------------------ | ------------------ | --------------------------------- |
| Brotherhood     | - Date de sortie : 22 mai 2019 (JAP) - Label : FNC Music Japan - Formats : CD, téléchargement   | —                  | 10                 | - JAP : 7,090                     |
| Man on the Moon | - Date de sortie : 7 juin 2021 (KOR) - Label : FNC Entertainment - Formats : CD, téléchargement | 4                  | 50                 | - KOR : 58,945 - JAP : 894 (Phy.) |
| Everlasting     | - Date de sortie : 28 mai 2025 (KOR) - Label : FNC Entertainment - Formats : CD, téléchargemen  | À venir            | À venir            | À venir                           |

### Ressorties
| Titre      | Détails                                                                                      | Meilleure position | Ventes         |
| Titre      | Détails                                                                                      | KOR                | Ventes         |
| ---------- | -------------------------------------------------------------------------------------------- | ------------------ | -------------- |
| Turbulence | - Date de sortie : 6 octobre 2021 - Label : FNC Entertainment - Formats : CD, téléchargement | 9                  | - KOR : 29,200 |

### Albums single
| Titre  | Détails                                                                                       | Meilleure position | Ventes        |
| Titre  | Détails                                                                                       | KOR                | Ventes        |
| ------ | --------------------------------------------------------------------------------------------- | ------------------ | ------------- |
| Lonely | - Date de sortie : 22 octobre 2015 - Label : FNC Entertainment - Formats : CD, téléchargement | 9                  | - KOR : 2,756 |

### EP
| Titre                 | Détails                                                                                       | Meilleure position | Ventes         |
| Titre                 | Détails                                                                                       | KOR                | Ventes         |
| --------------------- | --------------------------------------------------------------------------------------------- | ------------------ | -------------- |
| Awesome               | - Date de sortie : 20 mai 2015 - Label : FNC Entertainment - Formats : CD, téléchargement     | 4                  | - KOR : 3,968  |
| The Real: N.Flying    | - Date de sortie : 2 août 2017 - Label : FNC Entertainment - Formats : CD, téléchargement     | 8                  | - KOR : 4,580  |
| The Hottest: N.Flying | - Date de sortie : 3 janvier 2018 - Label : FNC Entertainment - Formats : CD, téléchargement  | 24                 | - KOR : 6,000  |
| How Are You?          | - Date de sortie : 16 mai 2018 - Label : FNC Entertainment - Formats : CD, téléchargement     | 14                 | - KOR : 7,919  |
| Spring Memories       | - Date de sortie : 24 avril 2019 - Label : FNC Entertainment - Formats : CD, téléchargement   | 5                  | - KOR : 31,749 |
| Yaho                  | - Date de sortie : 15 octobre 2019 - Label : FNC Entertainment - Formats : CD, téléchargement | 3                  | - KOR : 51,237 |
| So, Communication     | - Date de sortie : June 10, 2020 - Label : FNC Entertainment - Formats : CD, téléchargement   | 4                  | - KOR : 68,825 |

### Singles coréens
| Titre                           | Année | Meilleure position | Meilleure position | Ventes | Certifications  | Album                  |
| Titre                           | Année | KOR                | KOR                | Ventes | Certifications  | Album                  |
| Titre                           | Année | Gaon               | Hot                | Ventes | Certifications  | Album                  |
| ------------------------------- | ----- | ------------------ | ------------------ | ------ | --------------- | ---------------------- |
| "Awesome" (기가 막혀)           | 2015  | —                  | —                  | NC     | NC              | Awesome                |
| "Lonely"                        | 2015  | 227                | —                  | NC     | NC              | Lonely                 |
| "The Real" (진짜가 나타났다)    | 2017  | —                  | —                  | NC     | NC              | The Real: N.Flying     |
| "Hot Potato" (뜨거운 감자)      | 2018  | —                  | —                  | NC     | NC              | The Hottest: N.Flying  |
| "How R U Today"                 | 2018  | —                  | —                  | NC     | NC              | How Are You?           |
| "Like a Flower" (꽃)            | 2018  | —                  | —                  | NC     | NC              | Spring Memories        |
| "Rooftop" (옥탑방)              | 2019  | 1                  | 1                  | NC     | KMCA : Platinum | Spring Memories        |
| "Spring Memories" (봄이 부시게) | 2019  | 117                | —                  | NC     | NC              | Spring Memories        |
| "Good Bam" (굿밤)               | 2019  | 142                | —                  | NC     | NC              | Yaho                   |
| "Oh Really." (아 진짜요.)       | 2020  | 126                | —                  | NC     | NC              | So, Communication      |
| "Starlight"                     | 2020  | —                  | 94                 | NC     | NC              | Non-album single       |
| "I'll Find You"                 | 2021  | —                  | —                  | NC     | NC              | Royal Secret Agent OST |
| "Moonshot"                      | 2021  | 152                | —                  | NC     | NC              | Man on the Moon        |
| "Sober"                         | 2021  | —                  | —                  | NC     | NC              | Turbulence             |
| "—" non classé.                 |       |                    |                    |        |                 |                        |

### Singles japonais
| Titre            | Année | Meilleure position | Ventes                |
| Titre            | Année | JAP                | Ventes                |
| ---------------- | ----- | ------------------ | --------------------- |
| "Basket"         | 2013  | 35                 | - JAP : 5,264 (Phy.)  |
| "One and Only"   | 2014  | 134                | NC                    |
| "Knock Knock"    | 2016  | 13                 | - JAP : 6,164 (Phy.)  |
| "Endless Summer" | 2016  | 10                 | - JAP : 9,705 (Phy.)  |
| "Doll"           | 2019  | 12                 | - JAP : 11,122 (Phy.) |
| "Kick-Ass"       | 2019  | 12                 | - JAP : 11,122 (Phy.) |
| "Amnesia"        | 2021  | —                  | NC                    |
| "—" non classé.  |       |                    |                       |